# Sha'erqin (socken i Kina, lat 40,56, long 110,25)
Sha'erqin (kinesiska: 沙尔沁, 沙尔沁乡) är en socken i Kina. Den ligger i den autonoma regionen Inre Mongoliet, i den norra delen av landet, omkring 120 kilometer väster om regionhuvudstaden Hohhot.
Genomsnittlig årsnederbörd är 546 millimeter. Den regnigaste månaden är juli, med i genomsnitt 149 mm nederbörd, och den torraste är januari, med 2 mm nederbörd.